# Metoda asocjacyjna
Metoda asocjacyjna (odkrywania asocjacji) – metoda eksploracji danych stosowana w uczeniu maszynowym, bioinformatyce, eksploracji danych oraz w produkcji ciągłej.
Polega ona na analizie zbioru zmiennych w celu znalezienia występujących w nim powtarzających się zależności. Rezultatem tej analizy są reguły asocjacyjne oraz odpowiednie parametry.
W odróżnieniu od wyszukiwania sekwencji, metody asocjacyjne zazwyczaj nie uwzględniają kolejności towarów ani w ramach transakcji, ani w transakcjach.
W 1991 Piatetsky-Shapiro opisuje analizę i prezentację silnych reguł odkrytych podczas analiz baz danych za pomocą miar ciekawości (measures of interestingness), na bazie tej koncepcji w 1993 Rakesh Agrawal, Tomasz Imieliński i Arun Swami zastosowali reguły asocjacyjne w celu wykrycia prawidłowości między produktami w dużych transakcjach rejestrowanych przez kasy (point-of-sale) w supermarketach. Takie dane służą jako podstawa strategii cenowej, oraz rozlokowania produktów.
Na podstawie danych transakcyjnych mogą powstaną reguły asocjacyjne:
Przykładowo: {\displaystyle \{\mathrm {makaron,oregano,pomidory} \}\Rightarrow \{\mathrm {spaghetti} \}}
Po zakupie pomidorów i oregano, klient prawdopodobnie również zakupi makaron, dlatego optymalnym rozwiązaniem byłaby lokalizacja tych produktów blisko siebie.
Celem metod asocjacyjnych jest próba naśladownictwa cech ludzkiego mózgu i możliwości asocjacji abstrakcyjnej z nowych nieskategoryzowanych danych przez maszynę, przy założeniu wystarczająco dużego zestawu danych.

## Definicja
Bazując na definicji Agrawala, Imielińskiego, Swamiego problem określania reguł asocjacyjnych definiowany jest jako:
Niech {\displaystyle I=\{i_{1},i_{2},\dots ,i_{n}\}} będzie zbiorem {\displaystyle n} atrybutów binarnych nazywanych elementami.
Niech {\displaystyle D=\{t_{1},t_{2},\dots ,t_{m}\}} będzie zbiorem transakcji nazywanych bazą danych.
Każda transakcja w {\displaystyle D} ma unikalny identyfikator transakcji i zawiera podzbiór elementów w {\displaystyle I.}
Reguła jest zdefiniowana jako implikacja formuły:{\displaystyle X\Rightarrow Y,} gdzie {\displaystyle X,Y\subseteq I.}
Reguła jest zdefiniowana tylko pomiędzy zestawem a pojedynczym elementem {\displaystyle X\Rightarrow i_{j}} dla {\displaystyle i_{j}\in I.}
Każda reguła składa się z dwóch różnych zestawów przedmiotów, znanych również jako zestaw danych (itemsets)
{\displaystyle X} i {\displaystyle Y,} gdzie {\displaystyle X} jest nazywane „poprzednikiem” lub „left-hand-side” (LHS) i gdzie {\displaystyle Y} jest nazywane sekwencją lub „right-hand-side” (RHS).
Aby zilustrować te pojęcia, używamy przykładu
supermarketów. Zestaw przedmiotów to {\displaystyle I=\{\mathrm {mleko,chleb,maslo,piwo,pieluchy} \}} i w tabeli przedstawiono małą bazę danych zawierającą pozycje, gdzie w każdym wpisie wartość 1 oznacza obecność towaru w odpowiedniej transakcji, a wartość 0 oznacza brak pozycji w tej transakcji.
Przykładową regułą dla supermarketu może być {\displaystyle \{\mathrm {maslo,chleb} \}\Rightarrow \{\mathrm {mleko} \}} oznacza, że przy zakupie masła i chleba klienci kupują również mleko.
W zastosowaniach praktycznych reguła wymaga wsparcia kilkuset transakcji, zanim będzie można ją uznać za statystycznie istotną, a zestawy danych często zawierają tysiące lub miliony transakcji.

### Wskaźniki reguł[5]
Wsparcie: zbioru jest definiowane jako względna częstotliwość danych transakcji zawierający tę grupę.
{\displaystyle \mathrm {supp} (X\Rightarrow Y)={\frac {\mathrm {supp} (X\cup Y)}{N}},} gdzie N jest sumą elementów zbioru. Ponadto, {\displaystyle {\text{supp}}(X\cup Y)} definiuje wsparcie dla zestawu elementów. Odpowiada to bezwzględnej częstotliwości ilości pozycji w danych całkowitych. W tym momencie używamy sumy dwóch stron reguł {\displaystyle X\cup Y} aby określić wszystkie elementy danych całkowitych, które zawierają zarówno zestaw elementów zbioru {\displaystyle X} oraz {\displaystyle Y.}
Zaufanie: względna częstotliwość przykładów, w których reguła jest prawidłowa.
{\displaystyle \mathrm {confidence} (X\Rightarrow Y)={\frac {\mathrm {supp} (X\cup Y)}{\mathrm {supp} (X)}}}
Przyrost (lift): Przyrost wskazuje, jak duża wartość ufności dla reguły przekraczającej oczekiwaną wartość, więc pokazuje ogólne znaczenie reguły.
{\displaystyle \mathrm {lift} (X\Rightarrow Y)={\frac {\mathrm {supp} (X\cup Y)}{\mathrm {supp} (X)\times \mathrm {supp} (Y)}},} z zastrzeżeniem:
{\displaystyle {\begin{aligned}{\text{lift}}(X\Rightarrow Y)>1&\rightarrow X{\text{ und }}Y{\text{ są pozytywnie skorelowane}}\\{\text{lift}}(X\Rightarrow Y)<1&\rightarrow X{\text{ und }}Y{\text{ są negatywnie skorelowane}}\\{\text{lift}}(X\Rightarrow Y)=1&\rightarrow X{\text{ und }}Y{\text{ są niezależne}}\end{aligned}}}

## Opis procesu
Reguły asocjacyjne muszą spełnić określone przez użytkownika minimalne wsparcie i minimalną pewność określoną przez użytkownika w tym samym czasie. Generowanie reguły asocjacyjnej zwykle dzieli się na dwa osobne etapy:
Minimalny próg wsparcia jest stosowany, aby znaleźć wszystkie częste zestawy przedmiotów w bazie danych.
Minimalne ograniczenie zaufania jest stosowane do tych częstych zestawów przedmiotów w celu utworzenia reguł.
Znalezienie wszystkich częstych zestawów przedmiotów w bazie danych jest trudne, ponieważ wymaga przeszukiwania wszystkich możliwych zestawów przedmiotów (kombinacji produktów). Zbiorem możliwych zestawów przedmiotów jest zbiór potęgowy {\displaystyle I} I i ma rozmiar {\displaystyle 2^{n}-1} (z wyłączeniem pustego zestawu, który nie jest prawidłowym zbiorem). Chociaż rozmiar zestawu rośnie wykładniczo w liczbie pozycji {\displaystyle n} w {\displaystyle I} efektywne wyszukiwanie jest możliwe przy użyciu właściwości zamknięcia w dół wsparcia (zwanego także antymonotonicznością), która gwarantuje, że w przypadku częstego zestawu przedmiotów wszystkie jego podzbiory są również częste, a zatem nieczęsty zestaw przedmiotów może być podzbiorem częstego zestawu przedmiotów. Wykorzystując tę właściwość, wydajne algorytmy mogą znaleźć wszystkie częste zestawy przedmiotów.

## Algorytmy[1]
Istnieje kilka algorytmów, które wykonują wyszukiwania reguł asocjacyjnych w bazach danych. Oto kilka przykładów:
- Apriori
- Eclat
- FP-Growth
- Partition